# Alamo Bowl 2021
Match précédent Match suivant
Le Alamo Bowl 2021 est un match de football américain de niveau universitaire joué après la saison régulière de 2021, le 29 décembre 2021 au Alamodome situé à San Antonio dans l'État du Texas aux États-Unis.
Il s'agit de la 29e édition de l'Alamo Bowl.
Le match met en présence l'équipe des Ducks de l'Oregon issue de la Pacific-12 Conference et l'équipe des Sooners de l'Oklahoma issue de la Big 12 Conference.
Il débute à 20 h 21 locales (3 h 15 le 30 décembre en France) et est retransmis à la télévision par ESPN.
Sponsorisé par la société Valero Energy, le match est officiellement dénommé le 2021 Valero Alamo Bowl.
Oklahoma gagne le match sur le score de 47 à 32.

## Présentation du match
| Équipes                                                                                              | Conférences | Entraîneurs                    | Stats. saison rég. | Classements avant le bowl | Classements avant le bowl | Classements avant le bowl |
| --- | ----------- | ------------------------------ | ------------------ | ------------------------- | ------------------------- | ------------------------- |
| Équipes                                                                                              | Conférences | Entraîneurs                    | Stats. saison rég. | CFP                       | AP                        | Coaches                   |
| Ducks de l'Oregon                                                                                    | Pacific-12  | Bryan McClendon (en) (intérim) | 10-3               | no 14                     | no 15                     | no 15                     |
| Sooners de l'Oklahoma                                                                                | Big 12      | Bob Stoops (en) (intérim)      | 10-2               | no 16                     | no 14                     | no 13                     |
| - Arbitre : Mike Roche (ACC) ; - Équipe donnée favorite par les bookmakers : Oklahoma par 4½ points. |             |                                |                    |                           |                           |                           |

Il s'agit de la 8e rencontre entre les deux équipes :
| Saison | Date              | Vainqueur | Score   | Perdant  | Compétition                               |
| ------ | ----------------- | --------- | ------- | -------- | ----------------------------------------- |
| 2006   | 16 septembre 2006 | Oregon    | 34 - 33 | Oklahoma | Saison régulière, match joué en Oregon    |
| 2005   | 29 décembre 2005  | Oklahoma  | 17 - 14 | Oregon   | Holiday Bowl joué en Californie           |
| 2004   | 18 septembre 2004 | Oklahoma  | 31 -0 7 | Oregon   | Saison régulière, match joué en Oklahoma  |
| 1975   | 13 septembre 1975 | Oklahoma  | 62 - 07 | Oregon   | Saison régulière, match joué en Oklahoma  |
| 1972   | 23 septembre 1972 | Oklahoma  | 68 - 03 | Oregon   | Saison régulière, match joué en Oklahoma  |
| 1966   | 17 septembre 1966 | Oklahoma  | 17 - 0  | Oregon   | Saison régulière, match joué en Oklahoma  |
| 1958   | 4 octobre 1958    | Oklahoma  | 06 - 0  | Oregon   | Saison régulière, match joué en Oklahoman |

### Ducks de l'Oregon
Les Ducks sont dirigés par Bryan McClendon (intérim), l'entraîneur principal Mario Cristobal (en) ayant signé un contrat de dix ans chez les Hurricanes de Miami le 6 décembre 2021.
Avec un bilan global en saison régulière de dix victoires et trois défaites (7-2 en matchs de conférence), Oregon est éligible et accepte l'invitation pour participer au Alamo Bowl de 2021.
Ils terminent 1er de la Division Nord de la Pacific-12 Conference mais perdent la finale de conférence 10-38 jouée contre Utah.
À l'issue de la saison 2021 (bowl non compris), ils sont désignés no 14 au classement CFP et no 15 aux classements AP et Coaches.
Il s'agit de leur 3e participation au Alamo Bowl :
| Saisons | Dates            | Vainqueurs | Scores  | Finalistes | Bilan     |
| ------- | ---------------- | ---------- | ------- | ---------- | --------- |
| 2015    | 2 janvier 2016   | #11 TCU    | 473et41 | #15 Oregon | D : 1 - 1 |
| 2013    | 30 décembre 2013 | #10 Oregon | 30 - 07 | Texas      | V : 1 - 0 |

| Logo     | Postes         | Joueurs                                            | Statistiques                                                      |
| -------- | -------------- | -------------------------------------------------- | ----------------------------------------------------------------- |
|          | Quarterback    | Anthony Brown                                      | 223/350 passes réussies pour 2 683 yards, 15 TDs, 6 interceptions |
| Coureur  | Travis Dye     | 193 courses pour 1 118 yards nets gagnés et 15 TDs |                                                                   |
| Receveur | Devon Williams | 35 réceptions pour 557 yards et 4 TDs              |                                                                   |

### Sooners de l'Oklahoma
Les Sooners sont dirigés par Bob Stoops (intérim), l'entraîneur principal Lincoln Riley (en) ayant signé chez les Trojans de l'USC le 28 novembre 2021.
Avec un bilan global en saison régulière de dix victoires et deux défaites (7-2 en matchs de conférence), Oklahoma est éligible et accepte l'invitation pour participer au Alamo Bowl de 2021.
Ils terminent 3e de la Big 12 Conference derrière #9 Oklahoma State et #7 Baylor.
À l'issue de la saison 2021 (bowl non compris), ils sont désignés #16 au classement CFP et AP, #14 au classement AP et #13 au classement Coaches.
Il s'agit de leur première apparition au Alamo Bowl.
| Logo     | Postes         | Joueurs                                          | Statistiques                                                      |
| -------- | -------------- | ------------------------------------------------ | ----------------------------------------------------------------- |
|          | Quarterback    | Caleb Williams                                   | 115/184 passes réussies pour 1 670 yards, 18 TDs, 4 interceptions |
| Coureur  | Kennedy Brooks | 184 courses pour 111 yards nets gagnés et 10 TDs |                                                                   |
| Receveur | Devon Williams | 35 réceptions pour 557 yards et 4 TDs            |                                                                   |